# Bizeneuille
Bizeneuille ist eine französische Gemeinde mit 300 Einwohnern (Stand: 1. Januar 2022) im Département Allier in der Region Auvergne-Rhône-Alpes. Sie gehört zum Arrondissement Montluçon und zum Kanton Huriel. 

## Lage
Bizeneuille liegt etwa zwölf Kilometer nordöstlich von Montluçon an der Varenne, die hier noch Ruisseau de Mauvaisinière genannt wird. Umgeben ist Bizeneuille von den Nachbargemeinden Haut-Bocage im Nordwesten und Norden, Sauvagny im Nordosten, Deneuille-les-Mines im Osten und Süden, Saint-Angel im Südwesten sowie Verneix im Westen. Im Gemeindegebiet befindet sich der Abzweig der Autoroute A714 von der Autoroute A71.

## Bevölkerungsentwicklung
| Jahr                       | 1962 | 1968 | 1975 | 1982 | 1990 | 1999 | 2006 | 2013 | 2022 |
| -------------------------- | ---- | ---- | ---- | ---- | ---- | ---- | ---- | ---- | ---- |
| Einwohner                  | 451  | 442  | 350  | 343  | 292  | 287  | 294  | 283  | 300  |
| Quellen: Cassini und INSEE |      |      |      |      |      |      |      |      |      |

## Sehenswürdigkeiten
- Kirche Saint-Martin aus dem 12. Jahrhundert, seit 1978 Monument historique
- Schloss Grandchamp
- Schloss Bagnard
- Schloss Mauvaisinière

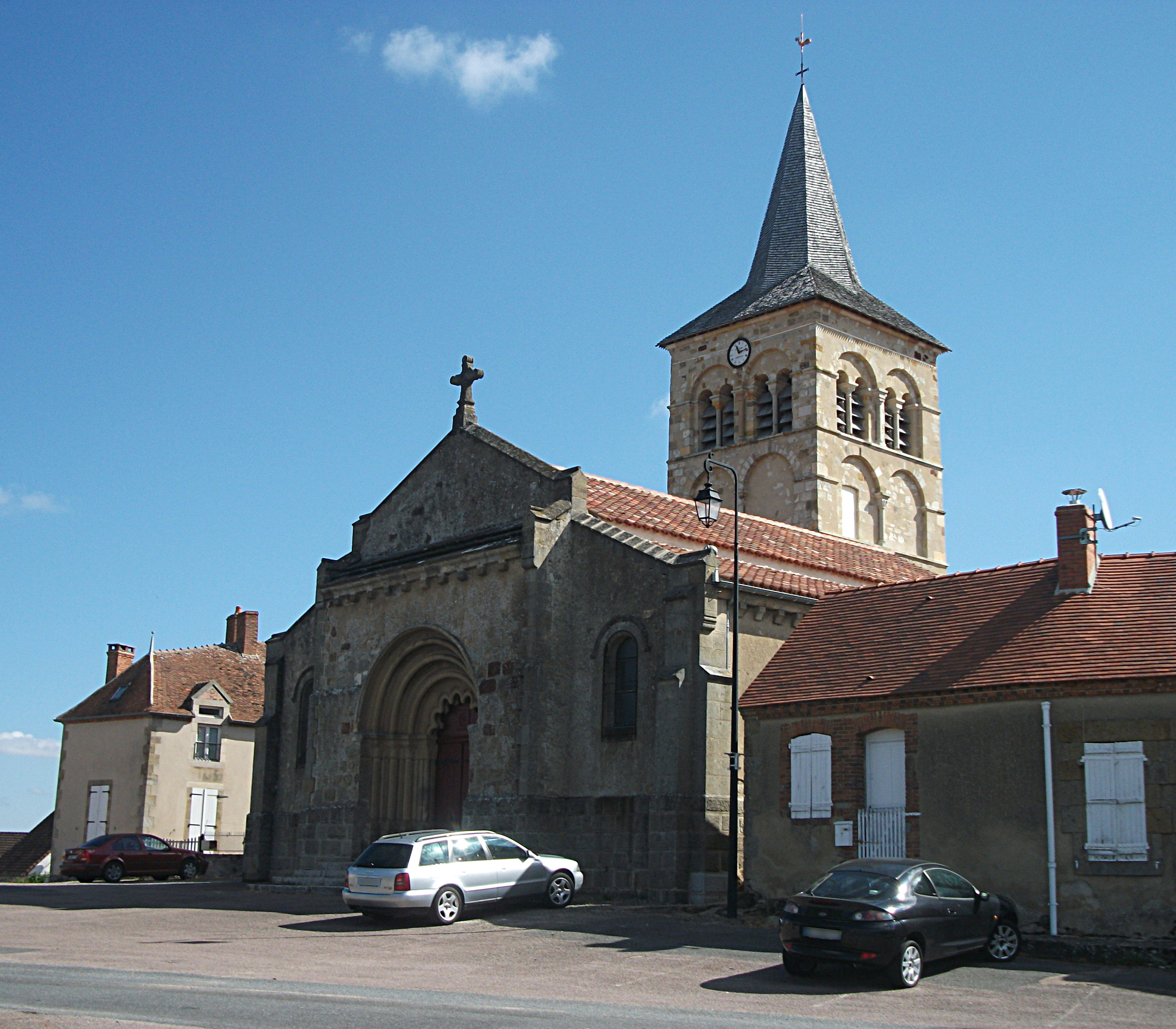
Kirche Saint-Martin
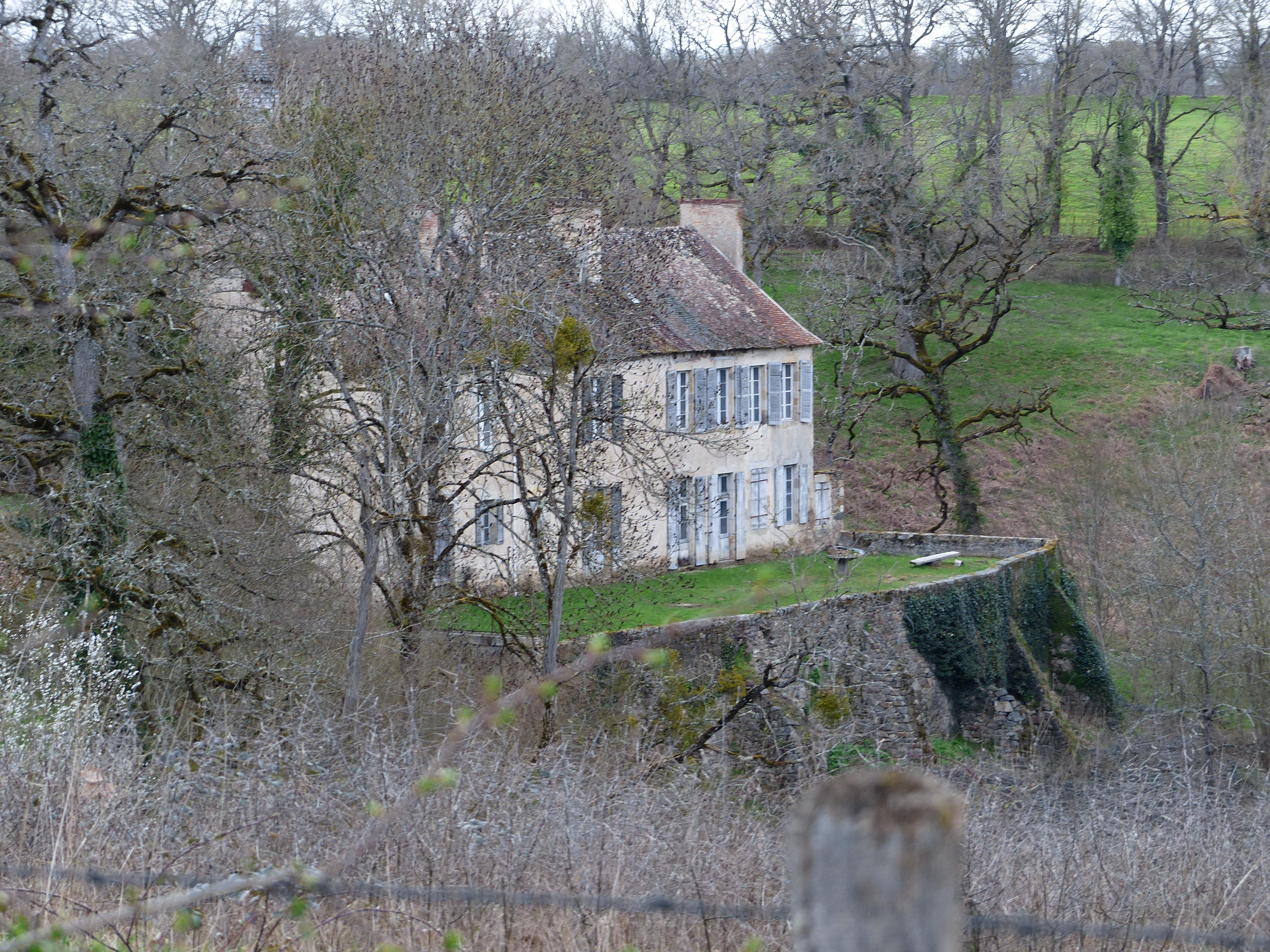
Schloss Mauvaisinière
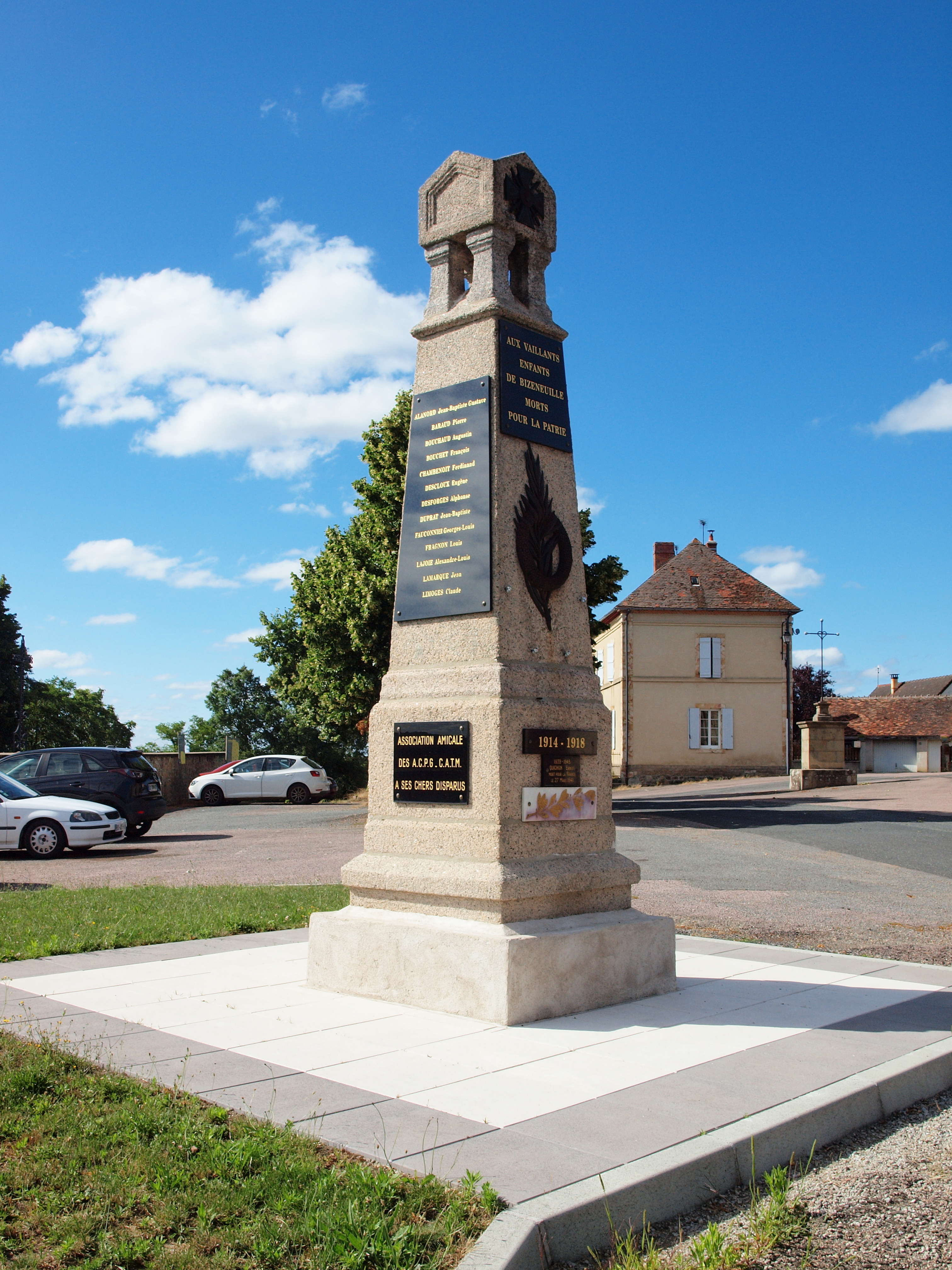
Gefallenendenkmal